# Hugo Enomiya-Lassalle
Hugo Makibi Enomiya-Lassalle (Nieheim, 11 de novembro de 1898 – Münster, 	7 de julho de 1990) foi um padre jesuíta alemão e um dos principais professores a abraçar o cristianismo católico e o zen budismo.

## Biografia
Enomiya-Lasalle se dedicou à atividade missionária no Japão desde 1929, interessou-se pelas práticas budistas locais, abraçando a prática meditativa do Zen. Ordenado como jesuíta tornou-se vigário de Hiroshima e em 6 de agosto de 1945 foi gravemente ferido no ataque atômico sobre a cidade. Por um curto período de tempo retornou à Alemanha. Em setembro de 1946 em audiência com o Papa Pio XII Lasalle revelou a ideia de fazer construir em Hiroshima uma catedral dedicada à paz. Desenhada pelo arquiteto Togo Murano, a construção iniciou em 1950 e ficou pronta em 6 de agosto de 1954 sob o nome de Memorial Cathedral for World Peace.
Em 1956, Enomiya-Lassalle começou a estudar o Zen com Harada Daiun Sogaku. Em 1958 publicaria Zen: Caminho para a iluminação, no entanto a Santa Sé o proibiu de continuar publicando sobre o assunto.
Após a morte de Harada em 1961, Enomiya-Lassalle tornou-se estudante de Yamada Koun um dos alunos de Harada. Yamada era entusiasta das possibilidades do Zen como uma prática cristã, acreditando que o "Zen poderia tornar-se um dia uma importante corrente. Com o apoio de Enomiya-Lassalle, vários padres e freiras se sentiram atraídos pelo zen, e tornaram-se estudantes.
Em fins da década de 1960, Enomiya-Lasalle ganhou autorização como professor na linhagem Sanbo Kyodan de Yamada e recebeu o título de roshi (mestre zen), ao mesmo tempo que mantinha sua crença no cristianismo. Depois de 1968, Enomiya-Lassalle passou muito de seu tempo na Europa promovendo retiros zen e incentivando a prática zen entre cristãos.
Em 1987 Lassalle publicou The Practice of Zen Meditation, (1987, Thorsons).